# 缐补衮
缐补衮（1534年11月19日—1565年5月23日），字希仲，号五泉，辽东都司宁远卫（今辽宁省兴城市）人，明朝将领，官至宁前参将，嘉靖四十四年（1565年）阵亡，明廷追赠都督佥事，立祠纪念。

## 生平

### 早年经历
嘉靖十三年十月十四日（1534年11月19日），缐补衮出生于辽东宁远的一个将门世家。12岁时就能挽劲弓，又喜欢阅读兵法书，曾随父亲守城。嘉靖三十六年（1557年）袭父职为宁远卫指挥同知，管理宁远卫的刑狱，曾查获被侵吞的军粮八万石，用以赈济灾民，又平反了一些冤狱。因为廉洁能干，屡次受到上级推荐，升为辽东都指挥佥事，备御前屯。

### 广宁游击
在前屯备御任上仅仅呆了九个月，兵部左侍郎葛缙又推荐其为广宁游击，曾负责与兀哈良三卫之间的马市贸易，了解了不少蒙古人内部的情况。嘉靖四十二年（1563年）八月，蒙古军在广宁的边境一带集结，准备进犯明朝。为了先发制人，辽东总兵杨照率领缐补衮、郎得功等带着火枪兵从镇夷堡分路出发，主动迎击敌军，不幸中箭阵亡，缐补衮等赶到后，斩首220多级，带着杨照的尸体撤退，明军牺牲50多人。此战因为主将阵亡，缐补衮受到弹劾被免职。

### 宁前参将
缐补衮被免职后，率领家丁追随继任的辽东总兵佟登，抗击进犯鞍山的蒙古人，斩首五级，救回被掳掠的老百姓上千人；又抗击进犯抚顺的建州女真军队，斩首二十级，因为这些功劳得以赎罪。嘉靖四十三年（1564年）春天，辽东巡抚王之诰重新推荐缐补衮为宁前参将。嘉靖四十四年（1565年）三月，缐补衮与游击杨维藩等人追击进犯宁远的蒙古兵，结果被包围，杨维藩力战阵亡，缐补衮突围后，于嘉靖四十四年四月二十四日（1565年5月23日）重伤而死，年仅三十二岁。

## 家庭
缐补衮无子，其世袭职位由堂弟缐补缀继承。祖父缐镇，官至辽东都指挥同知。父亲缐世禄，曾为蓟门参将；母葛氏。妻刘氏未育，侧室胡氏生有一个女儿，早夭。

## 纪念
缐补衮阵亡后，明廷追赠都督佥事，升三级世袭，赐葬银，立祠纪念，又追赠散阶龙虎将军。明人高汴写有《缐公祠》一诗：“三十将军死，芳名万古扬。人生总百岁，谁短与谁长？”现在辽宁省兴城文庙内的乡贤祠，仍供奉有缐补衮的牌位。

## 引用
1. ↑  《辽宁碑志·上编·第五节·兴城缐补衮墓志铭》：“公生于嘉靖甲午十月十四日辰时。”
2. ↑  《辽宁碑志·上编·第五节·兴城缐补衮墓志铭》：“年十二，能挽劲弓，命射，率中的。以长，读《武经》诸书，习诸兵法，闲于骑射，以武科自期。待大虏犯义州，宁远兵马空籍援之，尝暮夜密随父登陴防御孤城，人多许其壮志。”
3. ↑  《中国明朝档案总汇》55册《武职选簿·五军都督府所属卫所·左军都督府·辽东都司·宁远卫·指挥使等》：“缐补衮，指挥同知。”
4. ↑  《辽宁碑志·上编·第五节·兴城缐补衮墓志铭》：“嘉靖丁巳，袭授父职。”
5. ↑  《辽宁碑志·上编·第五节·兴城缐补衮墓志铭》：“戊午，辽东饥，郡人饿殍相食。公尝奉檄鞫查侵冒储备米八万石，悉举正其罪，以所侵盗米得助赈济……数断疑狱，释刘岳之罪，服张让之辜。”
6. ↑  《辽宁碑志·上编·第五节·兴城缐补衮墓志铭》：“练达以廉干称……抚臣部使者数荐其材可用。时前屯道路，虏常为患，往来病之，升公都指挥备御其地。”
7. ↑  《全辽志·卷四·宦业志》：“缐补衮，宁远卫指挥，以廉干称，升前屯备御。”
8. ↑  《全辽志·卷四·宦业志》：“捐资募勇士三十余，誓与破虏。侍郎葛公缙荐升广宁游击。”
9. ↑  《辽宁碑志·上编·第五节·兴城缐补衮墓志铭》：“居九月，升广宁中路游击将军，肃戍行，申严号令，东膺西征，多战功，每受上赏。抚马市三卫诸夷，宣布国威，通达夷情。”
10. ↑  《大明世宗实录》卷524嘉靖四十二年八月：“虏聚众辽东广宁塞外，总兵杨照率游击缐补衮、郎得功等选铳卒，由镇夷堡出塞，分道掩之。照夜行失道，离塞六十里，天明为虏所觉，中流矢死。补衮等驰至，力战搏虏，斩首二百二十余级，虏乃引去。补衮等以照尸还，亡失官军五十余人。”
11. ↑  《全辽志·卷四·宦业志》：“照阵亡，补衮劾。”
12. ↑  《燕行录》第6册《朝天记》：“补衮曾任广宁游击，将军杨照之死，坐免。”
13. ↑  《辽宁碑志·上编·第五节·兴城缐补衮墓志铭》：“率家丁从总镇佟公防御鞍山，愤战斩虏五级，得马驼三十余匹，夺回人畜以千计，追余贼于八盘岭，海州、辽阳得以不犯。再从击建夷于抚顺，斩虏二十级，抚按论功卓异，应赎镇夷误罪。”
14. ↑  《全辽志·卷四·宦业志》：“甲子春，巡抚王之诰论荐其材，起废，擢宁前参将。”
15. ↑  《大明世宗实录》卷547嘉靖四十四年六月：“三月间，虏犯辽东宁前小团山，参将缐补衮帅师御却之，追至黄士台，虏大至，围之数里，补衮与游杨维藩转战，自辰至申，维藩力屈而死，补衮手杀虏数人，面中二矢，镞出脑后，犹光围还营，数日死。”
16. ↑  《辽宁碑志·上编·第五节·兴城缐补衮墓志铭》：“卒于嘉靖乙丑四月二十四日戌时，年三十二。”
17. ↑  《燕行录》第6册《朝天记》：“补衮身被四矢三剑，尚有余息在，人舁以归，至家而殁，时年三十一，无子。”
18. ↑  《中国明朝档案总汇》55册《武职选簿·五军都督府所属卫所·左军都督府·辽东都司·宁远卫·指挥使等》：“八辈缐补缀。万历四年十月，缐补缀年二十四岁，辽阳人，系宁远卫阵亡指挥同知缐补衮堂弟。”
19. ↑  《辽宁碑志·下编·第五节·兴城缐镇墓志铭》：“公出奇讨，率部卒斩首一十六颗，纪功累升都指挥同知。”
20. ↑  《辽宁碑志·上编·第五节·兴城缐补衮墓志铭》：“谱系之详，载在先大父镇国将军之铭。父世禄，蓟门前参将；母封夫人葛氏。”
21. ↑  《辽宁碑志·上编·第五节·兴城缐补衮墓志铭》：“配夫人都指挥刘云女，无子。副室胡氏生一女，殇。”
22. ↑  《大明世宗实录》卷547嘉靖四十四年六月：“至是辽东守臣上其事。诏赠补衮、维藩俱都督佥事，各袭升其子三级，给棺葬银四十两，仍立祠祀之。”
23. ↑  《辽宁碑志·下编·第五节·兴城缐镇墓志铭》：“巡按御史李公疏公死事宜奖慰英魂，允朝议赠龙虎将军。”
24. ↑  《康熙宁远州志·卷八·艺文志》。
25. ↑  国际儒学网. .   [2017年7月18日]. （原始内容存档于2019年1月22日）.